# Gyaritus affinis
Gyaritus affinis är en skalbaggsart som beskrevs av Stefan von Breuning 1938. Gyaritus affinis ingår i släktet Gyaritus och familjen långhorningar. Inga underarter finns listade i Catalogue of Life.